# Elezioni parlamentari in Mali del 2020
Le elezioni parlamentari in Mali del 2020 si sono tenute il 29 marzo (primo turno) e il 19 aprile (secondo turno) per il rinnovo dell'Assemblea nazionale.

## Liste concorrenti alla ripartizione dei seggi
- Raggruppamento per il Mali (RPM)
- Alleanza per la Democrazia in Mali (ADEMA-PASJ)
- Unione per la Repubblica e la Democrazia (URD)
- Alleanza Democratica per la Pace (ADP-MALIBA)
- Movimento per il Mali (MPM)
- Alleanza per la Solidarietà in Mali - Convergenza delle Forze Patriottiche (ASMA-CFP)
- Unione per la Democrazia e lo Sviluppo (UDD)
- Convergenza per lo Sviluppo del Mali  (CODEM)
- Yelema
- Solidarietà Africana per la Democrazia e l'Indipendenza (SADI)
- Movimento Patriottico per il Rinnovamento (MPR)
- Partito per lo Sviluppo Economico e la Solidarietà (PDES)
- Partito per la Rinascita Nazionale (PARENA)
- Partito per la Restaurazione dei Valori Maliani (PRVM-FASOKO)
- Unione Maliana del Raggruppamento Democratico Africano (UM-RDA FASO-JIGI)
- Alleanza dei Patrioti per il Rinnovamento (APR)
- Convenzione Social Democratica (CDS-MOGOTIGUIYA)
- Forza Cittadina e Democratica (FCD)
- Parti Mali Kanu (PMK)
- Unione delle Forze per il Progresso (UFDP-SAMATON)
- Alleanza AMA-KENE
- Espoir Ansongo 2020
- Partito Socialista (PS: Yéleen Kura)

## Risultati per circondario
| Circondario    | Seggi | Lista                                    | Voti validi | Voti validi |
| Circondario    | Seggi | Lista                                    | I turno     | II turno    |
| -------------- | ----- | ---------------------------------------- | ----------- | ----------- |
| Kayes          | 5     | ADP-MALIBA - ADEMA-PASJ - RPM - URD      | 72.559      | -           |
| Bafoulabé      | 3     | MPM - ADEMA-PASJ                         | 49.415      | 47.395      |
| Diéma          | 2     | ADEMA-PASJ - RPM                         | 34.919      | 33.017      |
| Kéniéba        | 2     | RPM - ADEMA-PASJ                         | 36.556      | 37.352      |
| Kita           | 4     | RPM - URD                                | 78.247      | 80.653      |
| Nioro du Sahel | 3     | URD - MPM                                | 43.674      | 42.880      |
| Yélimané       | 2     | RPM - Yelema                             | 42.222      | -           |
| Koulikoro      | 2     | RPM - URD                                | 36.594      | 35.171      |
| Banamba        | 2     | RPM - ADEMA-PASJ                         | 40.035      | 42.714      |
| Dioïla         | 5     | RPM                                      | 108.977     | 108.031     |
| Kangaba        | 1     | UDD                                      | 21.197      | 19.262      |
| Kati           | 7     | RPM - URD - ADEMA-PASJ                   | 102.701     | 99.888      |
| Kolokani       | 3     | MPM - MPR                                | 47.585      | 43.442      |
| Nara           | 3     | ADEMA-PASJ - RPM - ADP-MALIBA            | 42.491      | 41.822      |
| Sikasso        | 7     | ADEMA-PASJ - ASMA-CFP - ADP-MALIBA - FCD | 109.007     | 82.073      |
| Bougouni       | 4     | CDS-MOGOTIGUIYA - ADEMA-PASJ - CODEM     | 88.144      | 88.950      |
| Kadiolo        | 2     | RPM - ADEMA-PASJ                         | 36.107      | 38.526      |
| Kolondiéba     | 2     | URD - RPM                                | 48.143      | 51.637      |
| Koutiala       | 6     | ADEMA-PASJ - SADI - UDD - CODEM          | 111.007     | 85.698      |
| Yanfolila      | 2     | PMK - PDES                               | 41.733      | 46.201      |
| Yorosso        | 2     | RPM - ADEMA-PASJ                         | 40.252      | 37.752      |
| Ségou          | 7     | RPM - ADEMA-PASJ - ADP-MALIBA            | 97.623      | 100.795     |
| Barouéli       | 3     | RPM - ADEMA-PASJ - ASMA-CFP              | 44.595      | 47.882      |
| Bla            | 3     | RPM - ADEMA-PASJ                         | 64.433      | 58.606      |
| Macina         | 2     | PARENA - PRVM-FASOKO                     | 48.062      | 42.036      |
| Niono          | 3     | ADP-MALIBA - SADI                        | 78.922      | -           |
| San            | 4     | UFDP-SAMATON - ASMA-CFP - MPM - URD      | 68.181      | 74.602      |
| Tominian       | 3     | ASMA-CFP - UDD - MPM                     | 48.823      | 44.605      |
| Mopti          | 3     | ADEMA-PASJ - URD - RPM                   | 49.466      | 79.803      |
| Bandiagara     | 3     | CODEM - ADEMA-PASJ - RPM                 | 65.864      | 63.255      |
| Bankass        | 3     | UDD - RPM - MPM                          | 48.977      | 47.182      |
| Djenné         | 2     | URD - RPM                                | 26.378      | -           |
| Douentza       | 2     | RPM - URD                                | 76.149      | 99.964      |
| Koro           | 4     | Alleanza AMA-KENE                        | 65.072      | 67.537      |
| Ténenkou       | 2     | RPM - URD                                | 13.825      | 12.482      |
| Youwarou       | 1     | RPM                                      | 3.075       | 5.037       |
| Tombouctu      | 1     | RPM                                      | 36.264      | -           |
| Diré           | 1     | RPM                                      | 28.365      | 28.012      |
| Goundam        | 2     | URD                                      | 60.314      | 70.547      |
| Gourma-Rharous | 1     | RPM                                      | 45.811      | 35.839      |
| Niafunké       | 2     | URD                                      | 19.655      | -           |
| Gao            | 3     | ADEMA-PASJ - ASMA-CFP                    | 65.771      | 66.186      |
| Ansongo        | 2     | Espoir Ansongo 2020                      | 55.420      | 55.513      |
| Bourem         | 2     | RPM - UM-RDA FASO-JIGI                   | 38.106      | -           |
| Ménaka         | 1     | RPM                                      | 37.051      | -           |
| Kidal          | 1     | RPM                                      | 15.655      | -           |
| Abéïbara       | 1     | RPM                                      | 2.968       | -           |
| Tessalit       | 1     | RPM                                      | 11.462      | -           |
| Tin Essako     | 1     | RPM                                      | 2.454       | -           |
| Bamako I       | 2     | RPM - ADEMA-PASJ                         | 29.371      | 15.360      |
| Bamako II      | 3     | RPM - MPM - ADEMA-PASJ                   | 12.170      | 15.797      |
| Bamako III     | 1     | URD                                      | 20.382      | 16.488      |
| Bamako IV      | 2     | Yelema                                   | 29.605      | 32.288      |
| Bamako V       | 3     | RPM - APR                                | 27.904      | 34.340      |
| Bamako VI      | 3     | RPM - ADEMA-PASJ - PS                    | 33.419      | 9.457       |
| Totale         | 147   |                                          | 2.603.157   | 2.186.077   |